# Viiri
Koordinaten: 58° 42′ N, 22° 32′ O
Viiri ist ein Dorf (estnisch küla) in der Landgemeinde Hiiumaa (bis 2017: Landgemeinde Emmaste). Es liegt auf der zweitgrößten estnischen Insel Hiiumaa (deutsch Dagö).

## Beschreibung
Viiri (deutsch Wiiri) hat 25 Einwohner (Stand 31. Dezember 2011).
Der Ort liegt westlich des Dorfes Emmaste. Bekannt ist Viiri vor allem für einen großen Findling, den Murro rändrahn. Benannt ist er nach einem dortigen Bauerngehöft. Der Stein hat einen Umfang von 13,8 Metern.